# Wiglaf
No confundir con el rey Wiglaf de Mercia
Wiglaf (Wīġlāf /ˈwiːjlɑːf/ en anglosajón, su nombre significa "trofeo de guerra") fue un caudillo vikingo, rey semilegendario de Götaland, Suecia, en la Era de Vendel (siglo VI) que aparece en el poema épico Beowulf. Era hijo de Weohstan, un guerrero de Svealand, del clan familiar Wægmunding y que había entrado al servicio de Beowulf, rey de los gautas. Wiglaf aparece nombrado como Scylfing (una metonimia para los suecos, pues los Scylfings eran un clan gobernante entre los suiones). Su padre estuvo al servicio del rey Onela y mató al príncipe rebelde Eanmund, tomando su espada como trofeo, que Wiglaf luego heredó. Los Waegmundings eran el mismo clan familiar del padre de Beowulf, Ecgþeow, por lo que Wiglaf era probablemente un primo lejano y, a la muerte de Beowulf, el único pariente vivo.
Wiglaf aparece por primera vez en Beowulf en la línea 2295, como miembro de un thegn que se suma a la tarea de Beowulf para buscar al dragón. Es la primera vez que acompaña a Beowulf en una campaña de guerra, y se le cita como un "guerrero armado y digno de confianza", un "príncipe de los Scylfings" y mæg ælfheres (o "pariente de Ælfhere").
Cuando Beowulf daña su espada hiriendo al dragón y se quema por el fuego que expele, Wiglaf es el único hombre que supera su miedo a la bestia, reprendiendo a sus compañeros del Thegn, y va a la ayuda de Beowulf llorando palabras de aliento.
Wiglaf no retrocede, aunque su escudo se ha fundido por el fuego. Cuando Beowulf hiere al dragón por segunda vez, golpea tan fuerte que destroza su espada. Wiglaf ataca la herida abierta con su propia espada, desgarra la garganta del dragón, por lo que ya no puede expulsar fuego, pero su mano está seriamente quemada aunque el ataque permite acercarse a Beowulf y matar a la bestia. 
A la orden de Beowulf, Wiglaf recoge el tesoro depositado en la guarida del dragón y lo amontona donde Beowulf puede verlo.  El moribundo Beowulf le pide a Wiglaf que "vele por las necesidades de su pueblo" (que quiere decir que Wiglaf será el próximo rey). Le pide a Wiglaf que construya un montículo funerario y ofrece a Wiglaf su anillo, yelmo y cota de malla, y le dice que Wiglaf ahora es "el último de los Wægmundings".
Los once hombres que llegaron con Beowulf, más el hombre que sabía dónde se encontraba la guarida del dragón, sumaban trece con el mismo Beowulf. Wiglaf les reúne alrededor del cuerpo y les juzga por incumplir con su cometido y los destierra. Entonces envía un mensajero a decirle a los otros gautas lo que ha sucedido. Cuando se reúnen con los gautas, Wiglaf se dirige a ellos lamentando la muerte de Beowulf y expresando su desasosiego por el sombrío futuro que les aguarda sin Beowulf que les proteja.
La última mención a Wiglaf aparece en la línea 3120 del poema, cuando elige a siete de sus Thegn para precipitar el cuerpo del dragón por el acantilado, saquear la guarida y depositar el tesoro frente a la pira funeraria de Beowulf.